# Лука Илић
Лука Илић (Ниш, 2. јул 1999) српски je фудбалер који игра на средини терена. Тренутно наступа за Црвену звезду. Његов млађи брат Иван је такође фудбалер.

## Каријера
Као рођени Нишлија, Илић је почео да тренира фудбал у локалној академији Филип Филиповић заједно са млађим братом Иваном. Браћа Илић су касније прешли у још један локални клуб, Реал, где су заједно наступали шест година. Лука Илић је 2014. године прешао у млађе категорије Црвене звезде. Дебитовао је за први тим Црвене звезде 14. новембра 2015. на пријатељској утакмици са Лудогороцем. У фебруару 2016. је потписао први професионални уговор са Црвеном звездом. Званични деби у дресу Црвене звезде је имао 6. јула 2017. на утакмици са Флоријаном у првом колу квалификација за Лигу Европе. Неколико дана касније, Лука и његов брат Иван су заједно потписали уговор са Манчестер Ситијем. Према договору два клуба, Лука Илић је остао на позајмици у Црвеној звезди за сезону 2017/18. Свој први гол за клуб је постигао 14. октобра 2017. на првенственој утакмици са Мачвом. Црвена звезда је у сезони 2017/18. освојила титулу првака Србије а Илић је на 14 првенствених наступа постигао два гола.
Као играч Манчестер Ситија, Илић је ишао на позајмице у холандске клубове Бреду и Твенте. Затим је две године био играч француске Трое, с тим што је у сезони 2022/23. био на позајмици у екипи ТСЦ из Бачке Тополе. Вратио се у Црвену звезду 28. јуна 2024. године.

## Голови за репрезентацију
Ажурирано 26. јануара 2023.
| #  | Датум            | Место            | Противник        | Гол   | Резултат | Такмичење            |
| -- | ---------------- | ---------------- | ---------------- | ----- | -------- | -------------------- |
| 1. | 25. јануар 2023. | Лос Анђелес, САД | Сједињене Државе | 1 : 1 | 2 : 1    | Пријатељска утакмица |

## Трофеји
Црвена звезда
- Суперлига Србије (1): 2017/18.